# Апофаллоз
Апофаллоз (син. Россикотремоз, лат. apophallosis, rossicotremosis) — гельминтоз из группы трематодозов, поражающий человека и домашних животных, промысловых рыб, вызванный Apophallus donicus.
Возбудитель — трематода Apophallus donicus (Rossicotrema donica, сем. Heterophyidae) на стадии личинки паразитирует в рыбах (речной окунь, ёрш, судак, обитающих в реках, которые впадают в Чёрное море, а также в реке Тиса, лиманах Азовского моря и Западной Двине).
При поедании инвазированных рыб заражаются животные (собака, кошка, лисица, песец и другие плотоядные млекопитающие, некоторые рыбоядные птицы, например, чайки) и человек, у которых A. donicus паразитирует в тонком отделе кишечника.
Патогенез изучен слабо. У кошек при сильной инвазии (1500 экземпляров паразитов) наблюдалось исхудание, снижение аппетита, диспетические расстройства.
Профилактика заключается в проведении ветеринарного надзора, правильного термического приготовления рыбы.